# 奧托·韋迪根
奧托·愛德華·韦迪根（德語：Otto Eduard Weddigen，1882年9月15日—1915年3月18日）是德意志帝國海軍的一名海軍上尉，在第一次世界大戰擔任過潛艇艦長，並在一次海戰中以一艘潛艇擊沉敵方三艘裝甲巡洋艦，成為德國海軍史上最有名的戰爭英雄之一。

## 生平
奧托·韦迪根是一名亞麻布製造廠經營人之子，為家中排名第11的小孩，該工廠威拜瑞·韦迪根公司（Weberei Weddigen）至今仍持續存在。韦迪根的家族在拉芬瑟貝格藍德（Ravensberger Land）產生出許多著名人物，有新教的宗教家、科學家、作家、商人等。
而韦迪根則加入德意志帝國海軍，作為士官候補生，在1890至1901年期間於故鄉的弗瑞德里希高级文文科中学（Friedrichs-Gymnasium Herford）就讀。當時在德意志帝國陸軍中，普魯士王國一派的貴族子弟佔有優勢地位，但海軍則傾向由市民階級出身、具有抱負的軍人，其晉升機會也比前者來的高。
1902年，韦迪根成為士官候補生，1904年晉升海軍少尉，1906年5月轉調當時德國在青島租借地的東海艦隊，擔任河川祖國號砲艦的巡戒士官，還參加過義和團之亂的鎮壓行動，不久晉升成中尉。1907年，再擔任了虎號砲艦的巡戒士官職務。
回到德國本土後，韦迪根於1908年轉任到還正創建中的潛艇部隊。1909年4月至1910年9月間，韦迪根再擔任U-1号、U-2号和U-4的巡戒戒士官，之後首次指揮了U-4號潛艇，接著後一年時間中又先後指揮了U-3号與U-5號潛艇，1911年10月1日又再擔任U-9號的艦長，U-9號為當時最新銳的潛艇。1912年4月25日，韦迪根晉升為海軍上尉。

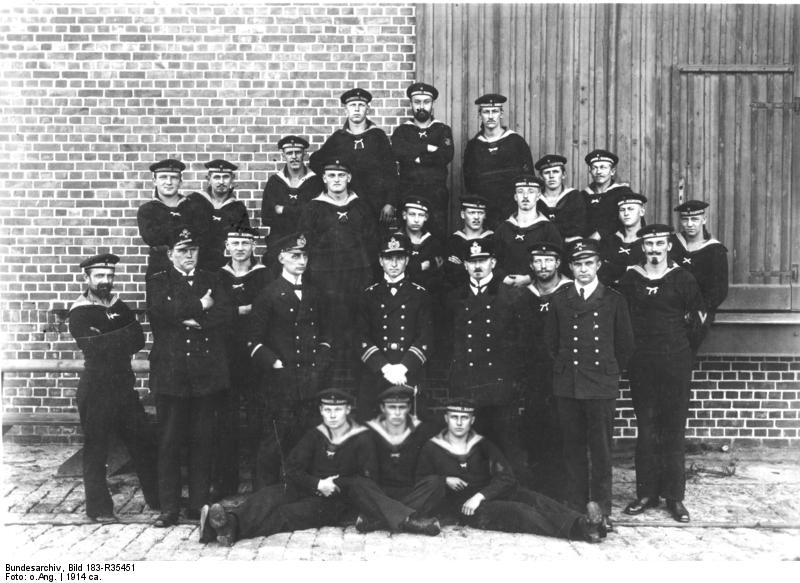
U-9号的乘員。中央站立者即韦迪根。

第一次世界大戰爆發後數日，韦迪根的U-9號潛艇與另外9艘潛艇自黑尔戈兰岛出擊。這群U艇的首次戰鬥失敗了，損失了兩艘潛艇，U-9號也負傷且經常有技術上的問題，只得返回威廉皇帝造船廠。在這數周的休息時間裡，韦迪根與其青梅竹馬結婚。
1914年4月20日，U-9號再度從黑爾戈蘭海軍基地向西出發進行巡戒任務。1914年9月22日清晨，韦迪根以目視確認到荷蘭角（Hook of Holland|）以北約50公里海域有以縱列陣型航行的三艘英國皇家海軍軍艦。在接下來75分鐘內，韦迪根將這幾艘舊式裝甲巡洋艦—「阿柏基爾號」（Aboukir）、「霍格約號」（Hogue）和「克雷西號」（Cressy）依序擊沉。根據霍格約號的艦長—貝爾丹·W·L·尼克森（Bertram W.L. Nicholson）的報告說明，阿柏基爾號將U-9號的潛望鏡錯看成漂流的木頭。突然間，克雷西號的彈藥庫被魚雷直接命中，其引發的大爆炸讓隊伍與船員一片混亂，情況對急需救助的克雷西號十分不利，其乘員大部分為後備役軍人，缺乏戰鬥經驗。
德軍本次行動極大的成功，除了戰術能力外，幸運也是很大的因素。儘管如此，韦迪根在事後報告中，並承認敵軍的英勇與表達敬意。英國海軍共約1500人陣亡於本次行動中，剩餘800名倖存者則由英國漁船和荷蘭蒸氣客船「花神」號（Flora）和「泰坦」號（Titan）救助。U9雖然被英軍艦艇追蹤，但最後還是無損傷的回到了黑爾戈蘭港，之後被作為威廉港的勝利者大受歡迎，韦迪根被奉為德國國家英雄，成為全國知名人物。
迅速擊沉三艘敵艦的戰績令潛艇作為決定性兵器的效能被證實，這對德國潛艇來說被認為是不可能的成功。韦迪根被德皇威廉二世授予了二級與一級鐵十字勳章。剩餘的成員20名都被授予二級鐵十字勳章。之後U9的司令塔也被允許標上鐵十字的標誌。
接著正好三週時間後，韦迪根又在阿伯丁近海擊沉英軍的巡洋艦「霍克號」，於1914年10月24日成為了德國第一位接受普魯士王國最高級的藍色馬克斯勳章的海軍士官。得益於潛艇的戰力而與法律有所矛盾，德意志帝國政府宣佈要違反國際法，發動無限制潛艇戰。這也是對應明顯以擊沉敵國商船為目的的英國海軍、其同樣違反國際法的「海上封鎖」的戰略，在無限制潛艇戰中，韦迪根也擊沉了三艘商船。
1915年1月，韦迪根因為負傷而將指揮權交給了二級士官約翰內斯·史佩斯（Johannes Spieß)，直到2月13日傷好之後接掌U-29號的指揮權。與使用重油作燃料的U-9號不同，U-29號使用的是柴油引擎。3月10日，U-29號在韦迪根指揮下航行到泽布吕赫，進行首次的巡哨。之後到達愛爾蘭海作戰海域，接著數日又擊沉四艘、共12,934總噸位的船隻。在回程於蘇格蘭附近迂迴的3月18日，U-29號在彭特兰海峡（於蘇格蘭本土和奥克尼群岛之間）遭遇了英國本土艦隊「大艦隊」，後者在前往斯卡帕灣基地的回程上。U-29號首先對涅普頓號戰艦發動魚雷攻擊，但失敗，接著其潛望鏡被无畏号战列舰發現。韦迪根雖然馬上潛航但還是來不及，下午1時40分時，無畏號以撞角對其攻擊。不久，潛艇艦首從水中衝出，露出了艦編號。隨之U-29號就連同韦迪根和全體船員就沉沒了。這是第一次世界大戰中，無畏號唯一一次的戰鬥行動。德國於1917年至1918年期間製造的巡洋潛艇U-140號就被命名為「韦迪根上尉號」（Kapitänleutnant Weddigen）。

## 後世影響
奧托·韦迪根的事蹟被德國大力宣揚，成為知名的戰爭英雄，他也在32歲時成為故乡的榮譽市民。在他成為英雄直到陣亡於沙場前，國內對其的崇拝與各個傳說迅速蔓延，忠於皇帝的大眾媒體也將韦迪根大力宣傳，市面上大量流通他的肖像、或附有前者的啤酒杯、紀念章等等。在一戰中，這位艦長的名聲一直到1918年4月21日戰鬥機王牌飛行員——曼弗雷德·冯·里希特霍芬被擊落才被超越。
到了威瑪共和國時代時，韦迪根同樣在德國海軍士官回憶中有著鮮明的印象。電影導演海茵茲·保羅（Heinz Paul）在1927年時拍攝了由卡爾·狄·沃格特（Carl de Vogt）所主演的電影《U 9 Weddigen》（U-9 韦迪根），並之後公映。在納粹政權下，同樣以回顧往日的「戰爭英雄」而被提起，數本傳記出版流通於市面。基爾大學（Universität Kiel）的德國學生協會（Verein Deutscher Studenten）與其他學生會於1933年共組成了「奧托·韦迪根學友會」（Kameradschaft Otto Weddigen）。在德國海軍重建潛艇部隊時，1935年所新設的第一支潛艇艦隊即以「韦迪根」命名，其第一任指揮官為卡爾·鄧尼茲。新一代的U9號潛艇與帝國海軍時期的U9一樣，司令塔皆有鐵十字徽章的標誌。在此時期，原名為萊茲公司的「萊卡」也同樣推出了名為「韦迪根」的水下照相機與双筒望远镜。
第二次世界大戰後，韦迪根與里希特霍芬不同，除了對海軍歷史有所關注的人以外，被公眾所遺忘。1950年代初，帕貝爾-末梅維克出版社（Pabel-Moewig）以U-9號和韦迪根為題材，於1953年出版了《與韦迪根一起的偉大戰爭之旅》（Mit Weddigen auf Großer Kriegsfahrt）以及其他的通俗小說。與奧托·韦迪根相關的書籍、德意志帝國時期英雄崇拜的各式物品現在仍可在古董店與跳蚤市場中尋獲。而當關於第一次世界大戰的題材被重新關心後，對韦迪根的研究才再次受人矚目。

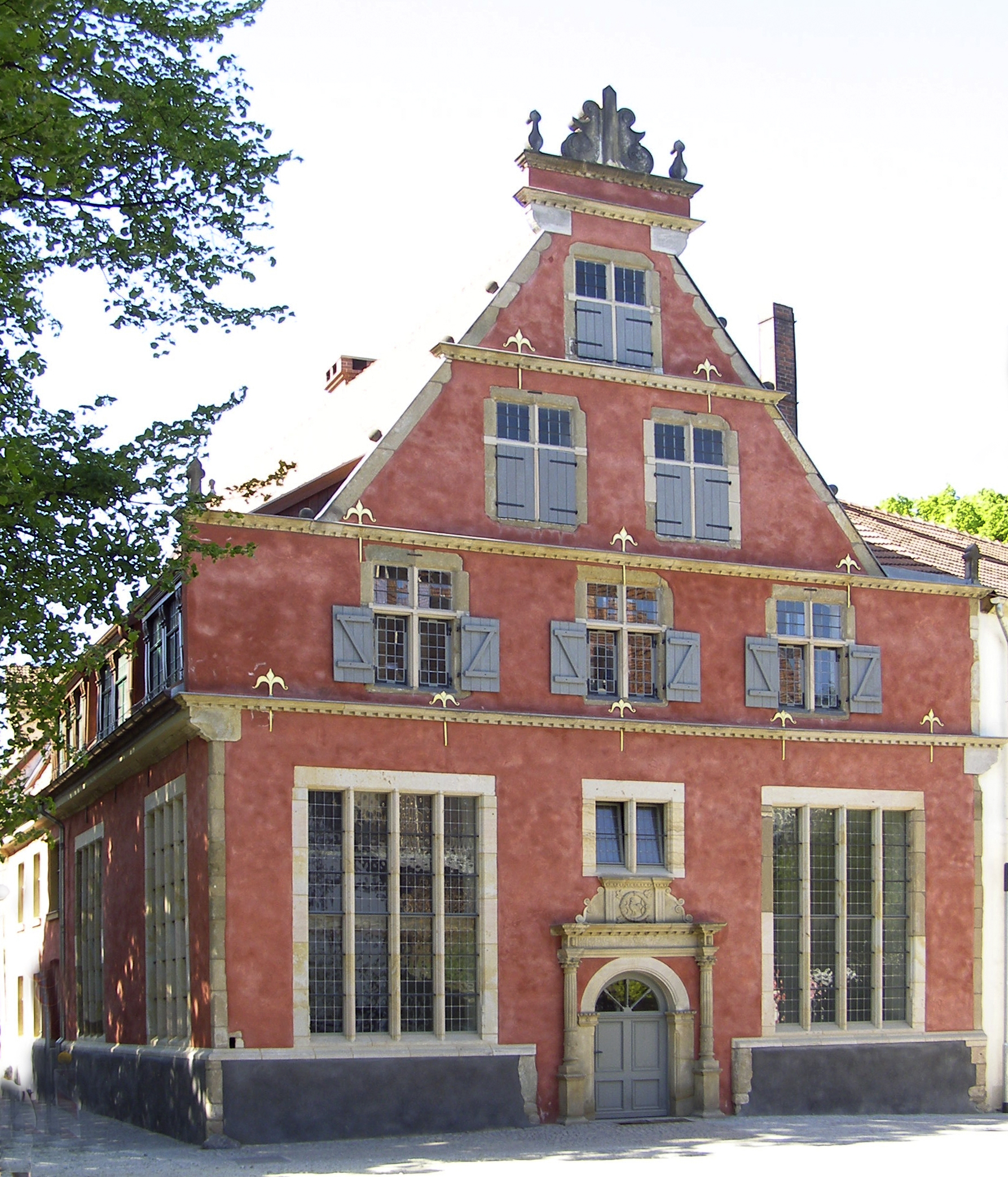
韦迪根的故居

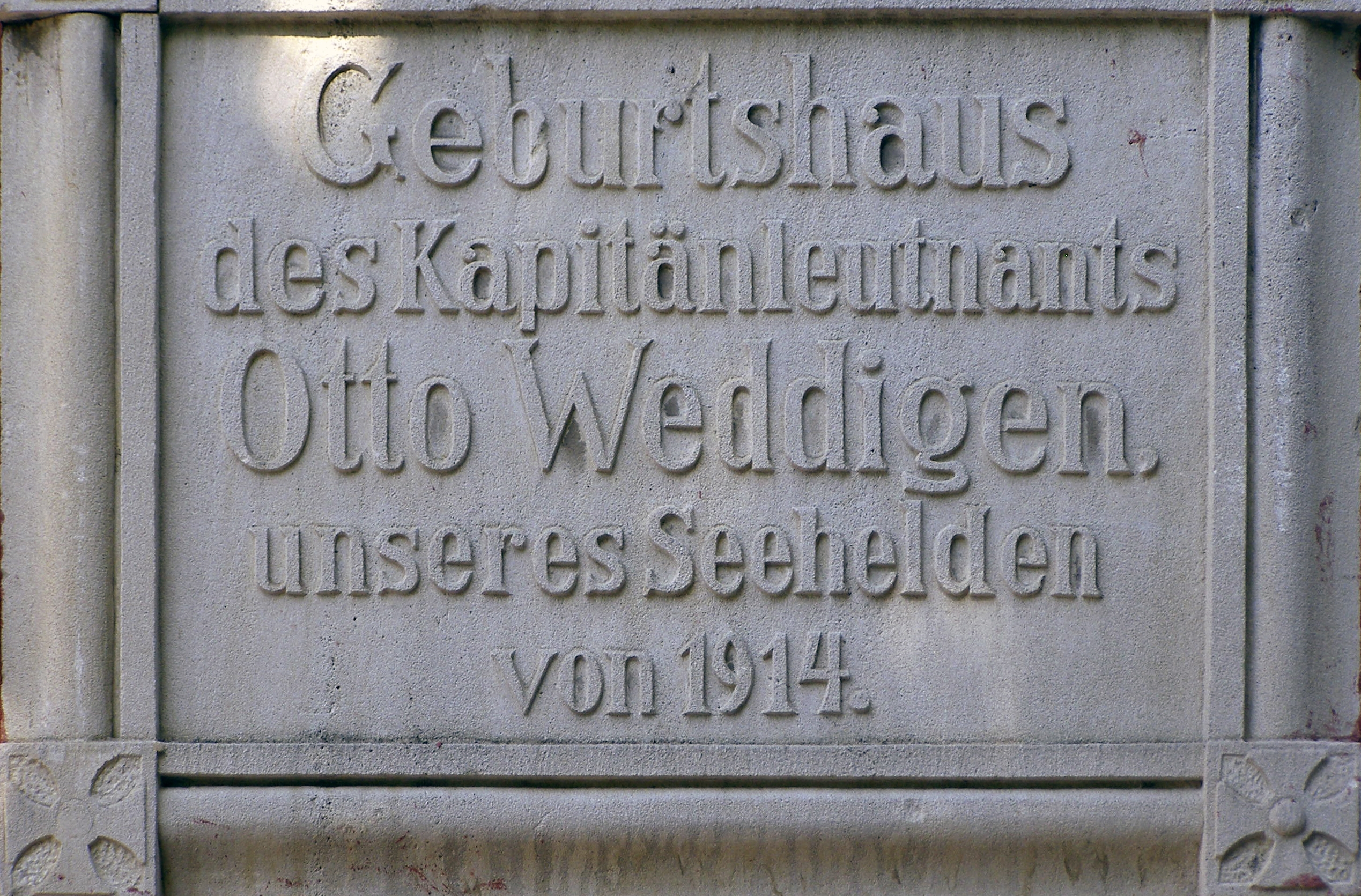
韦迪根的記念碑

黑爾福德的奧托·愛德華·韦迪根故居上設有其紀念碑。在范瑞河的一間室外游泳池被命名為韦迪根福（Weddigenufer）。市内還有「奧托・韦迪根海軍戰友會」（Marinekameradschaft Otto Weddigen）紀念。
德國聯邦海軍的U-9號潛艇也配上了鐵十字勳章。
基爾海軍基地福浮橋的其中一個也被命名為韦迪根橋（Weddigenbrücke)。
柏林裡也有許多大街以這位艦長的名字命名，如貝西爾克·斯特各裡茲-薩亨多夫（Bezirk Steglitz-Zahlendorf）的韦迪根大街（Weddigenweg），至今仍保存其名。另外，奥伯豪森市的史德卡德地區（Oberhausen-Sterkrade）也於1936年自原本的塔爾街（Thalstraße）改名為奧托·韦迪根街（Otto-Weddigen-Straße）。
弗赖堡、奥格斯堡、汉诺威、阿魯瑞克（Aurich）、明斯特、奥尔登堡各市皆有同樣的街道以該艦長名字命名。
尼答拉丁、內烏其瑞根-福里昂（Neukirchen-Vluyn）和1919年座落的一條商店街三個分別被命名為韦迪根廣場、韦迪根街和韦迪根大街（Weddigenplatz、Weddigenstraße、Weddigenallee）。
於古克斯芬（Cuxhaven）設立的私人博物館「U-Boot-Archiv」亦有一間「奧托·韦迪根室」（Otto-Weddigen-Raum）。

## 參考書目

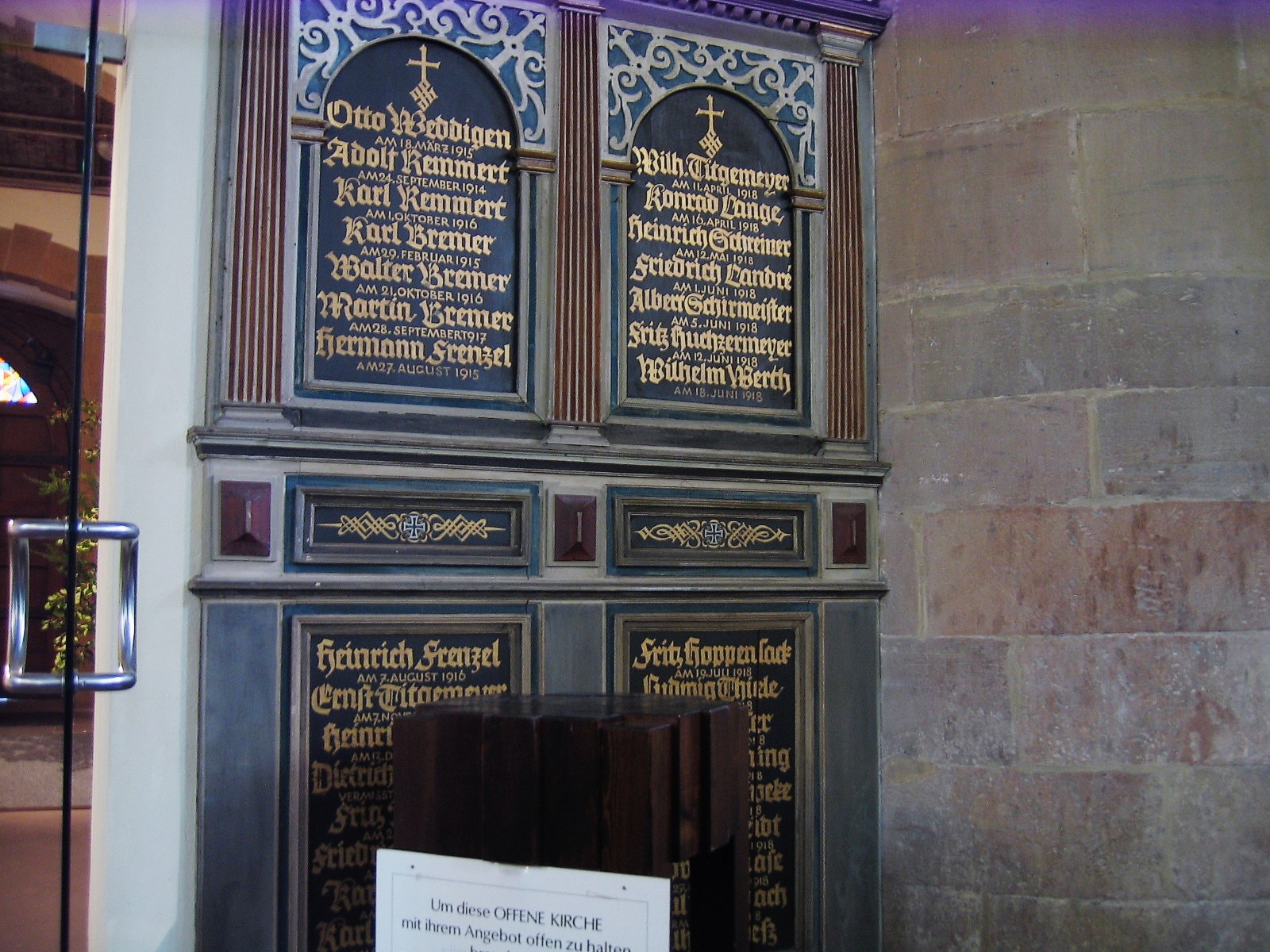
黑爾福德出身、於一戰陣亡者的名單，上有韦迪根的名字。